# Karen-Susan Fessel
Karen-Susan Fessel (* 15. Dezember 1964 in Lübeck) ist eine deutsche Schriftstellerin.

## Leben
Karen-Susan Fessel wurde in Lübeck geboren und machte 1983 ihr Abitur am Ludwig-Windthorst-Gymnasium in Meppen. Danach folgte von 1983 bis 1991 ein Magisterstudium der Theaterwissenschaft, Germanistik und Romanistik an der Freien Universität Berlin. 1992 machte sie eine Hospitanz in den Abteilungen Hörspiel und Feature des ORB. Seit 1993 ist sie freie Schriftstellerin und Journalistin, lebt und arbeitet in Berlin.
Sie veröffentlichte Romane, Erzählungen und Sachbücher in verschiedenen Verlagen (Querverlag, Piper Verlag, Konkursbuch Verlag, Kosmos-Verlag und Verlag Friedrich Oetinger). Ihre Romane sind u. a. ins Taiwanesische, Japanische, Polnische, Koreanische und ins Hochchinesische übersetzt. Ihr Kinderbuch "Ein Stern namens Mama" wurde von Antje Siebers fürs Theater bearbeitet und 2005 im Kinder- und Jugendtheater Dortmund uraufgeführt.
Karen-Susan Fessel arbeitet zudem auch als Journalistin, vorrangig für die Deutsche AIDS-Hilfe, sowie als Dozentin für Schreibseminare. Zudem hält sie zahlreiche Vorträge und Lesungen im In- und Ausland, so z. B. in der Schweiz und Schweden sowie auf Einladung des Goethe-Institutes in Lettland (2006 und 2007), Estland (2006), Mazedonien (2008 und 2009), Serbien, Ungarn und Kolumbien (alle 2009). In Kolumbien war sie zudem als Hauptreferentin der 5. Internationalen Tagung für Kinder- und Jugendliteratur an der Universidad Central im November 2009 zu Gast. 2018 war sie „Poet in Residence“ an der Universität Bielefeld. 
2020 wurde Fessel das Bundesverdienstkreuz verliehen.

## Stipendien
- 1999: Stipendium im Künstlerhaus Schloss Wiepersdorf, Brandenburg und Stipendium im Künstlerhaus Lukas der Stiftung Kulturfonds, Mecklenburg-Vorpommern
- 2001: Amsterdam-Aufenthaltsstipendium der Stiftung Kulturaustausch und Stipendium Kunstverein Röderhof e. V., Sachsen-Anhalt
- 2002, 2003 und 2008: Stipendium im Baltic Centre for Writers and Translators, Visby/Gotland, Schweden
- 2004: Märkisches Stipendium für Literatur[3]
- 2005 Stipendium für Literatur der Stiftung Preußische Seehandlung, Berlin
- 2011 Grenzgänger-Stipendium der Robert-Bosch-Stiftung

## Preise und Auszeichnungen
- Ein Stern namens Mama (Kinderbuch, Oetinger-Verlag): 5/2002 Empfehlungsliste des Evangelischen Buchpreises; 11/2000 Sieben Beste – Zürcher Kinderbuchpreis „La vache qui lit“; 3/2000 Die besten 7 Bücher für junge Leser (DeutschlandRadio/Focus)
- Rosa-Courage-Preis 2011[4]
- Bundesverdienstkreuz am Bande 2020[2]

## Bibliografie (Literatur für Erwachsene)
- 1994: Und abends mit Beleuchtung. Roman. Konkursbuch-Verlag Gehrke, Tübingen 1994, ISBN 3-88769-083-4.
- 1995: Heuchelmund. Erotische Erzählungen. Konkursbuch-Verlag Gehrke, Tübingen 1995, ISBN 3-88769-094-X.
- 1996: Bilder von ihr. Roman. Querverlag, Berlin 1996, ISBN 3-89656-007-7.
- 1997: Sirib, meine Königin. Phantastische Erzählung. Konkursbuch-Verlag Gehrke, Tübingen 1997, ISBN 3-88769-107-5.
- 2004: Unter meinen Händen. Roman. Querverlag, Berlin 2004, ISBN 3-89656-100-6.
- 2004: mit Axel Schock: Out! 800 berühmte Lesben, Schwule und Bisexuelle. 5. Auflage. Querverlag, Berlin 2004, ISBN 3-89656-111-1.
- 2005: Nur die Besten! Roman. Querverlag, Berlin 2005, ISBN 3-89656-124-3.
- 2017: mit Oliver Sechting: Der Zahlendieb. Mein Leben mit Zwangsstörungen. BALANCE buch + medien Verlag, Köln 2017, ISBN 978-3-86739-125-2.
- 2018: Mutter zieht aus. Roman. konkursbuch Verlag Claudia Gehrke, Tübingen 2018, ISBN 978-3-88769-680-1.
- 2020: In die Welt. Roman. Querverlag, Berlin 2020, ISBN 978-3-8965-6284-5.

## Bibliografie (Literatur für Kinder und Jugendliche)
- Ein Stern namens Mama. Oetinger Verlag, Hamburg 1999, ISBN 3-7891-3504-6.
- Steingesicht. Oetinger Verlag, Hamburg 2001, ISBN 3-7891-3505-4.
- Und wenn schon! Oetinger Verlag, Hamburg 2002, ISBN 3-7891-3507-0.
- Polarchaoten. Oetinger Verlag, Hamburg 2009, ISBN 978-3-7891-3519-4.
- mit Manfred Schwarz: GG – was ist das? Das Grundgesetz erklärt.  Verlag Friedrich Oetinger, Hamburg 2009, ISBN 978-3789184222.
- Liebe macht Anders. Kosmos Verlag, Stuttgart 2013, ISBN 978-3-440-13346-0.
- Schattenblicke. Thriller. DTV, München 2014, ISBN 978-3-423-71565-2.
- mit Regina Nössler: Die drei ??? Kids. Achtung, Katzendiebe! Kosmos Verlag, Stuttgart 2014, ISBN 978-3-440-13614-0.
- Was in den Schatten ruht. Kosmos Verlag, Stuttgart 2015, ISBN 978-3-440-14917-1.
- Alles ist echt. Oetinger Taschenbuch, Hamburg 2017, ISBN 978-3-8415-0439-5.
- mit Heidi Kull (Illustrationen): Nebeltage, Glitzertage. psychiatrie-Verlag, Köln 2017, ISBN 978-3-86739-133-7.
- Frieda Fricke, unglaublich. Kosmos Verlag, Stuttgart 2018, ISBN 978-3-440-15927-9.
- mit Heribert Schulmeyer (Illustrationen): Mamas Püschose. psychiatrie-Verlag, Köln 2020, ISBN 978-3-86739-184-9.
- Einfach nur Noni. Querverlag Berlin 2023. ISBN 978-3896563323

## Weitere veröffentlichte Erzählungen und Essays (Auswahl)
- Der Schneider und die Schneiderin. In: Peter Schaden (Hrsg.): Drive in. Texte zum 1. Wiener Werkstattpreis. Wien, 1993
- Verlorene Gesichter. In: Madeleine Marti und Marianne Ulmi (Hrsg.): Sappho küßt Europa. Geschichten von Lesben aus zwanzig Ländern. Quer, Berlin 1997.
  - englisch Übersetzung: Lost Faces. In: Naomi Holoch, Joan Nestle (Hrsg.): The Vintage Book of International Lesbian Fiction. Random House, New York 1999.
- Die Zicken und ich. In: Andrea Krug und Dagmar Schadenberg (Hrsg.): Verführungen. Krug & Schadenberg, Berlin 1998.
  - auch in: Andrea Bußemeier (Hrsg.): Sugar & Spice. Schnelle Geschichten für harte Frauen. Knaur, München 2000.
- Meine Mutter hat Recht. In: Iris Konopik, Stefanie Montag (Hrsg.): Coming Out Lesebuch. Argument Verlag, Hamburg 1999.
- Tine aus dem Moore. In: Alexandra Rak (Hrsg.): Von Gestern und Morgen. Mit 21 Autoren durch zwanzig und ein Jahrhundert. Verlag Friedrich Oetinger, Hamburg 2000.
- Abenteuer und Frauengeschichten. In: Nora Déchant (Hrsg.): Übernachtung mit Frühstück. Erotische Geschichten. Knaur, München 2000.
- Bücher waren von Anfang an meine schönsten Geschenke – Ich über mich. In: Oetinger Lesebuch, Almanach 2001/2001. Verlag Friedrich Oetinger, Hamburg 2001.
- Wann die Körper wichtig wurden. In: Claudia Gehrke, Uve Schmidt: Mein heimliches Auge. Das Jahrbuch der Erotik XVI. Konkursbuch Verlag Claudia Gehrke, Tübingen 2001.
- Was ich Moira nicht sage. In: Bettina Hesse (Hrsg.): Feuer und Flamme. Ein erotisches Lesebuch. Rowohlt Verlag, Reinbek bei Hamburg 2002
- Stille Beute. In: Anna Maria Heller, Regina Nössler (Hrsg.): Bisse und Küsse 2. Sexgeschichten. Querverlag, Berlin 2002